# Sokratis Giolias
Sokratis Giolias, född 13 februari 1973, död 19 juli 2010, var en grekisk mediapersonlighet.
Efter att ha börjat sin bana som sportjournalist gjorde han sig känd för sin grävande journalistik, stundtals i samarbete med kollegan Makis Triantafyllopoulos. De båda blev uppmärksammade för sin avslöjande rapportering om korruption i det grekiska samhället. 
Giolias var en av grundarna av den populära nyhetsbloggen Troktiko och nyhetschef på den fria radiostationen Thema FM.
Den 19 juli 2010 ringde det på dörren hos Giolias, vid hans bostad i en av Atens förorter. Män utklädda till väktare lockade ut Giolas på gatan, under förevändning att hans bil hade blivit stulen, och sköt ihjäl honom med 15 skott.
En undersökning av kulorna visade att de avfyrats från vapen tillhörande den radikala terroristgruppen Revolutionära sekten. 